# Ораторське мистецтво в Стародавньому Римі

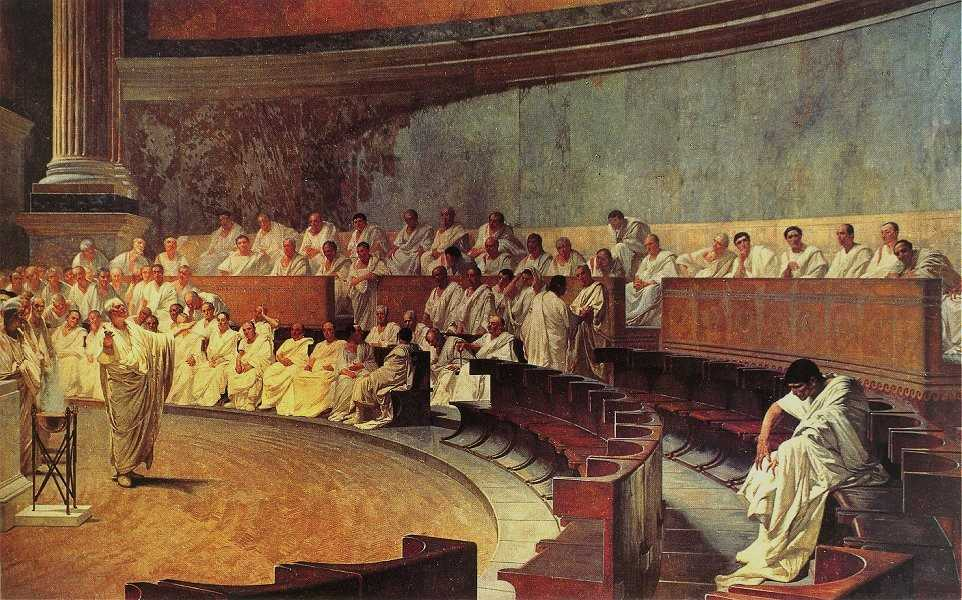
Цицерон виступає в Сенаті Риму, фрески Цезаря Маккарі, 1882–88

Ораторське мистецтво або красномовство у Стародавньому Римі (лат. orator — прохач; лат. ore — устами) — частина комунікаційної системи, що становить один з основних аспектів спадщини Римського світу.
Ораторське мистецтво, високо цінувалося в Стародавньому Римі. Його вивчали в усіх школах, навіть найменших (хлопчиків) навчали основам майстерності. Деякі вчені вважали, що ораторське мистецтво є найважливішим з усіх мистецтв. Римляни вважали, що слово є рушієм цивілізації. До речі, латинський іменник vox означає не тільки голос, а й слово, бо в античну добу читали лише вголос: хто глянув на писане слово — одразу й озвучував його (подумки читати тоді просто не вміли). Звідси й особлива увага до всіх відтінків мовленого слова, до поведінки, до рухів, до виразу обличчя того, хто виголошує слово.
Вважалося, що більшість римських громадян будуть мати змогу виступати публічно на певному етапі свого життя. Вони висловлювали свої думки під час засідань Коміції, виступали на засіданнях місцевого самоврядування та брали участь у судових справах. Навіть коли громадянин найняв адвоката для судової справи, від нього все одно чекали виступу зі своєю точкою зору. Вміти говорити вправно та впевнено було життєво важливим.
Ораторське мистецтво було предметом широкого спектру. Основи включають здатність говорити чітко і голосно, щоб вся аудиторія могла почути те, що було сказано. Мовець також мав бути елегантно одягнений та охайно підстрижений. Словниковий запас був цінним навиком. Це дозволило людям не знати багато різних слів, а знати точне значення слів і як змінювати інтенсивність значення, об'єднуючи різні слова в речення. До предмета ораторського мистецтва входила і історія. Вважалося, що буде корисним порівняти тему промови з вчинками відомої людини з минулого Риму.

## Навчання
Красномовство в Римі починалося з відвертого учнівства, пристосування грецького досвіду до власних можливостей і потреб. До речі, найвищим зразком для римлян були саме греки — їхні поети, їхні оратори, письменники загалом, про що нам пише Горацій у своєму «Мистецтво поезії»:
радить гортати грецьких поетів «денною і нічною рукою», бо саме їм «дала Муза хист округлими мовить устами»— 
Про навчання ораторській майстерності ми дізнаємося, аналізуючи, Квінтіліана автора трактату «Навчання оратора» в 12-ти книгах. Отож, майстер красномовності описує нам декілька основних аспектів, які лежать в основі вміння вміло висловлювати думки. Квінтіліан, зосереджує увагу на зв'язку дисципліни і подальшого розвитку дитини, на те, що освіту слід починати ще з домашніх занять. Автор вважав, що слід виховувати чесні та добрі риси, а якщо виявляються негативні якості їх слід виправляти, ще в дитинстві.
Ритор також акцентує увагу на тому, що молоді літа найкращі для навчання, а лінь лише заважає оратору:
У молодих літах можна багато чого вчитися в один і той же час. Бо така властивість розуму людського, що багатьом раптом може займатися. Що праці в навчанні зручніше переносять юнаки. Що їм вистачає більше часу. Лінощі тільки заважають Оратору багато чому навчитися.— 
Власне, можна виділити декілька основних ступенів освіти (саме освіти, адже навичкою красномовства повинен володіти кожен):
- Домашня освіта
- Граматична школа (тут учні вивчення грецької, латини та літератури)
- Риторична школа (тут студенти навчалися розуміти вагу слова, навіть більше відчувати його на дотик (римляни, скандуючи, відбивали такт ногою); знайомились і впроваджували у практику писання й мовлення найрізноманітніші риторичні фігури, вправляючись у писанні так званих «свазорій» і «контроверзій» — творів, у яких, переважно на міфологічному матеріалі, розв'язували якісь суперечливі питання, у чомусь переконували, звинувачували когось чи виправдовували.)

У трактаті також знаходимо основні дисципліни, які мав опанувати майбутній оратор, на що важливо звернути увагу те, що оратори вивчали не лише гуманітарні науки, але й технічні. Тобто особистісний розвиток ключ до красномовства, чим більш людина обізнана та розвинута, тим лише краще у її майбутній професійній діяльності (з ораторством пов'язують низку професій серед яких політика, адвокатура тощо).
Отож, виділяють такі дисципліни:
- Граматика (читання, орфографія
- Історія
- Музика
- Геометрія
- Навчання вербальної мови та акторської майстерності
- Навчання в педагога ритора

У книгах Квінтіліан також описує важливі аспекти вивчення дисциплін та й власне їх важливість та користь.
Важливо зазначення, що про зв'язок граматики і музики нам описує не лише Квінтіліан, але й інші античні автори. Філодем розглядає граматику і музику як подібні дисципліни, а Плутархвважає, що в них спільний об'єкт дослідження — голос. Такий тісний зв'язок можна пояснити, ймовірно, можна пояснити спільною піфагорейською матрицею, яка підтримується в деяких діалогах Платона та у послідовників Арістотеля: Аристокена і Адраста. Ця ідея набула широкого поширення в латинському світі через латинський переклад і коментар до діалогу Платона «Тімей», написаний Халкідієм в IV столітті. Загалом в античному світі починаючи з VIст до Р.Х, і все IV століття знання граматики і музики є обов'язковою умовою для отримання решти знань..

## Напрямки в ораторстві
Красномовство від початку було двома напрямами: азіанським та аттичним. Для обох залишалися спільними чотири основні вимоги: бути правильним, зрозумілим, красивим та доречним. Стиль «аттицистів» вирізнявся дуже стислою, простою мовою, серед його прихильників були Гай Юлій Цезар, Марк Юній Брут.
Азіанський напрям характеризувався яскравістю, ефектністю, широким вживанням афоризмів. Із цього стилю починав молодий Марк Туллій Цицерон, але з часом узяв за зразок помірнішу форму азініанства, поширену на Родосі. Цицерон постійно працював над вдосконаленням цього стилю. Видатний оратор вважав, що надмірна пишність промов азіанців, як і підкреслено збіднюваний стиль аттицистів мають бути подолані у стилі природному, виразному, стилістично гнучкому.

## Видатні оратори Римської епохи
Красномовство має свою історію, без знань якої важко розраховувати на успіх у цій справі. Історію ораторського мистецтва творили особистості, вони виступали на судових та сенаторських засіданнях, форумах, зборах. Вміння говорити було ознакою громадянина, тож не дарма, історія Риму налічує десятки ораторів.

### Луцій Корнелій Сулла
Сулла зазвичай не вважається римським оратором. Його роль у Римській історії в Пізній республіці загалом розглядався як полководець, як ініціатор і учасник громадянського конфлікту і, перш за все, як реформатор 
республіки як диктатор. Часто тема ораторства може бути дещо звинувачувально застосована по відношенню до Сулли, то хіба в тому плані, що він зменшив кількість ораторів, які представляли плебейські триби
І все ж таки, Сулла був оратором, і не просто під час рутинних заходів, особливо в сенаторських контекстах, яких не міг уникнути жоден старший магістрат. Він використовує ораторство як доволі вагомий доказ його концепції respublica. Його відсутність у традиційних історіях ораторського мистецтва в республіканському Римі є не так відображенням його здібностей і діяльності, скільки політично упередженим уявленням, сформованим пріоритетами покоління, що прийшло після нього.
Дослідження Сулли в історії ораторського мистецтва дає не тільки точнішу картину Сулли; це також допомагає нам зрозуміти трансформації, які він здійснив у політичному житті Риму.

### Цицерон
Марк Туллій Цицерон провів на форому майже 40 років будучи там справжнім ідейним поводирем римського Сенату. Цицерон відпрацював стиль, який дозволяв йому бути безпосереднім і блискучим, мелодійним і ритмічним. Складовими свого ораторського успіху Цицерон вважав освіту, природній дар й ораторські здібності.
Цицерон написав і виголосив низку ораторських шедеврів: «Брут», «Про знаменитих ораторів», «Оратор», «Про оратора» Саме на основі принципів Цицерона Квінтілан напише свою систему навчання красномовству в 12 книгах.
Квінтіліан говорив, що небо послало Цицерона на землю, щоб показати, до якої величі може дійти слово.
Для промов Цицерона характерні оклики, повтори, іронія, градація. У деяких його промовах майже не вживаються сполучники. Подібний прийом робив судову промову карбованою. Цицерон виголосив понад 100 промов, тексти 57 збереглися і є риторичною скарбницею..

### Елій Арістід
Один з найбільших представників пізнього грецького красномовства в римську епоху. Діяльність Елія збіглася з часом підйому грецької літератури, тобто по-перше, з періодом розквіту ораторського мистецтва — Друга софістика; по-друге з реформую грецької літературної мови — аттикизмом.
Елій був прихильником аттикізму і боровся за відродження аттичного діалекту в літературі. У своїх промовах він наголошує на тому, що ритору необхідно прагнути до довершеності та точності стилю, чого можна досягнути лише наслідуючи класичних грецьких письменників, тому і він сам був обізнаний у цій темі. Найбільший захват у нього викликали Платон, Фукідід, та Ксенофонт. Він цінував творчість Плутарха та брав приклад з великих ораторів: Лісія, Ісократа, Демосфена, Діонісія Галікарнаського. Наслідуючи стиль видатних ораторів Елій з часом досягнув великих успіхів й для наступників став прикладом красномовства.
Під іменем оратора до нас дійшли більше 50 творів, серед яких «Похвала Риму» — величний приклад пізнього красномовства.
Загалом до величних римських ораторів відносять відомих політичних діячів, полководців та імператорів, серед яких Гай Юлій Цезар, Октавіан Август, Марк Аврелій, Луцій Вер та інші. Про майстерність цих особистостей говорити, вести за собою громади та переконувати словом нам пишуть відомі античні автори Плутарх, Гай Светоній Транквілл та інші..

## Судове красномовство
Античне судове красномовство має свою історію, яке починає свій шлях в Афінах і продовжується в Римі. Ораторство в Стародавньому Римі розвивається паралельно з розвитком судочинства. Будь-яке слухання мало певні процеси в яких роль красномовства була важливою. Патрони (захисники) не стільки піклувалися про набуття юридичних знань і навичок, скільки про оволодіння словом та вмінням влучно його застосувати.
У республіканський період чистого поняття судового красномовства, фактично, не існувало, оскільки кожна судова промова мала політичний підтекст. Джерела[які?] свідчать, що найбільш відомим політичні діячі були юристами. Це Катон, Марк Антоній, Гай Гракх, Помпей, Сціпіон Африканський. Майже всі перші імператори перед тим, як перейти до правління, виступали в судах: Август, Тиберій, Калігула, Клавдій.
Головний аспект судових дебатів був обмін судовими промовами, з кожної кожної сторони могло бути декілька промов (4-12), саме це пізніше стане правилом: «щоб була вислухана й інша сторона». Сторони мали рівноправне становище. Виступаючи з промовою, кожна сторона намагалася знищувати словом.
У літературі античного красномовства склалося 5 частин судової промови:
- Exordim — вступ
- Narrattio — розповідь про предмет
- Propositio — визначення головного питання
- Probation — аргументація
- Peroration — закінчення

Найкраще, чого досягнуло римське ораторство сформоване у промовах Цицерона, який вважав, що вирішальним фактором у виступі оратора — знання. Цицерону належить розробка композиції судової промови. Промова складалася зі вступу та шести частин. Вступ повинен викликати симпатію до оратора, зосередити увагу та підготувати слухачів до рішення, яке їм запропонує оратор. Він має бути старанно опрацьований містити сентеції й відповідну лексику, випливати із суті справи. Вступ повинен дійсно поєднуватися з наступною частиною промови «як будь-яка частина тіла з іншими».
Тривалість словесних дебатів змінювалася. Помпей встановив, що обвинувач не повинен говорити понад дві години, а обвинувачуваний — три. При Марку Аврелію адвокати мали можливість говорити довго та багато, згодом час був обмежений, щоб вони не зловживали свободою з метою збільшення гонорару.
З часом суд присяжних у Римі було скасовано, зменшено роль адвокатури, якщо в період республіки обвинувачуваний мав декількох захисників (близько 12), то в період імперії — 2 або 3. Незаможним громадянам гарантувався захист за призначенням, а судовим дебатам не надавалося особливої уваги, адже судовий процес відбувався за спрощеною процедурою. Владою імператора судове провадження могло відхилятися в будь-який момент стосовно окремої особи — indulgentia чи всіх присутніх або якої-небудь групи злочинів — ebolitio.
Судове красномовство в період імперії втратило первинне значення. Судова промова носила формальний характер. Напевно, це зв'язано з більшою правовою завершеністю організації судочинства. У Римі були відсутні логографи, а обвинувач і захисник самостійно готували промови. , прикрашали їх словесно та інтонаційно. У республіканські часи оратори користувалися повагою і популярністю; їм споруджували статуї. Оратори могли обіймати будь-яку державну посаду. Адвокатура республіканського Риму висунула видатних судових красномовців, зокрема: Марка Аврелія, Цетега, Марка Емілія Скавра, Деція, Сульпіція Руфа, Полліріана.
Блискучий майстер ораторського мистецтва Цицерон був переконаний, що слово судового промовця відіграватиме велику роль у майбутніх судових процесах. Так і сталося судові промови Цицерона й досі є еталом для юристів усього світу..